# 山口範雄
山口 範雄（やまぐち のりお、1943年8月20日 - ）は、日本の実業家。第11代味の素株式会社代表取締役社長、同社代表取締役会長、経団連審議員会副議長、消費者庁参与等を務めた。

## 人物・経歴
東京都出身。東京都立西高等学校を経て、1967年東京大学文学部卒業、味の素入社。
人事などを経て、1991年から調味料部長を務めた。1997年取締役に昇格。2000年味の素冷凍食品取締役副社長。2001年味の素常務取締役。2003年代表取締役専務。2005年代表取締役社長。2009年代表取締役会長。2012年消費者庁参与。2015年味の素特別顧問。日本能率協会会長、経団連審議員会副議長、発明推進協会会長なども務めた。